# 王奕 (1970年)
王奕（1970年10月—），男，汉族，河北阜平人，中共党员，理学硕士，高级编辑，中共天津市委委员，天津海河传媒中心党委书记、总裁，天津市新闻工作者协会主席。

## 生平
1970年10月，生于今河北省保定市阜平县。1992年5月，加入中国共产党，1995年6月，参加工作。1995年至2000年，任天津电视台记者。2000年至2017年，历任北方网总经理、董事长。2008年至2015年任天津广播电视台副台长。2015年1月，任天津广播电视台台长、天津广播电视传媒集团有限公司董事长。2017年5月，任天津日报社社长、党委书记。2017年5月26日，被选为第十一届中共天津市委委员。2018年11月13日，任天津海河传媒中心党委书记、总裁，天津日报社社长、党委书记，今晚报社社长、党委书记。2024年12月31日，当选为第七届天津市新闻工作者协会主席。